# A zűr közepén epizódjainak listája
Ez a lap A zűr közepén című amerikai televíziós sorozat epizódjait tartalmazza.

## Évados áttekintés
| Évad | Évad      | Epizódok | Eredeti sugárzás   | Eredeti sugárzás   | Magyar sugárzás     | Magyar sugárzás     |
| Évad | Évad      | Epizódok | Évadpremier        | Évadfinálé         | Évadpremier         | Évadfinálé          |
| ---- | --------- | -------- | ------------------ | ------------------ | ------------------- | ------------------- |
|      | 1         | 17       | 2016. február 14.  | 2016. július 22.   | 2016. szeptember 3. | 2016. október 30.   |
|      | Speciális | 6        | 2016. december 16. | 2016. december 16. | 2021. április 19.   | 2023. augusztus 18. |
|      | 2         | 20       | 2017. február 3.   | 2017. október 27.  | 2017. június 19.    | 2017. december 9.   |
|      | 3         | 20       | 2017. december 8.  | 2018. július 23.   | 2018. június 18.    | 2018. december 7.   |

## 1. évad
| #   | #   | Eredeti cím                      | Magyar cím         | Rendezte      | Írta                                                                         | Eredeti premier   | Magyar premier       |
| --- | --- | -------------------------------- | ------------------ | ------------- | ---------------------------------------------------------------------------- | ----------------- | -------------------- |
| 1.  | 1.  | Stuck in the Middle              | A középső          | Jon Rosenbaum | Forgatókönyv: Alison Brown & Linda Videtti Figueiredo Történet: Alison Brown | 2016. február 14. | 2016. szeptember 3.  |
| 2.  | 2.  | Stuck in the Sweet Seat          | Az álom ülés       | Jon Rosenbaum | Erika Kaestle & Patrick McCarthy                                             | 2016. március 11. | 2016. szeptember 4.  |
| 3.  | 3.  | Stuck with a Guy on the Couch    | Kiadó a kanapé     | David Kendall | Denise Moss                                                                  | 2016. március 18. | 2016. szeptember 11. |
| 4.  | 4.  | Stuck at the Movies              | Irány a mozi!      | Jon Rosenbaum | David McHugh & Matt Flanagan                                                 | 2016. március 25. | 2016. szeptember 10. |
| 5.  | 5.  | Stuck in the Block Party         | Utcai mulatság     | David Kendall | Allan Rice                                                                   | 2016. április 1.  | 2016. szeptember 17. |
| 6.  | 6.  | Stuck in the Slushinator         | Harley shake bárja | Jon Rosenbaum | Lance Whinery                                                                | 2016. április 8.  | 2016. szeptember 18. |
| 7.  | 7.  | Stuck in the Mother's Day Gift   | Anyák napja        | Jon Rosenbaum | Linda Videtti Figueiredo                                                     | 2016. április 29. | 2016. szeptember 24. |
| 8.  | 8.  | Stuck in Harley's Comet          | Pizsamaparti       | Paul Hoen     | Denise Moss                                                                  | 2016. május 13.   | 2016. szeptember 25. |
| 9.  | 9.  | Stuck with Mom's New Friend      | Anyu új barátnője  | Jon Rosenbaum | Linda Videtti Figueiredo                                                     | 2016. május 20.   | 2016. október 1.     |
| 10. | 10. | Stuck With My Sister's Boyfriend | A nővérem barátja  | Jon Rosenbaum | David McHugh & Matt Flanagan                                                 | 2016. június 3.   | 2016. október 2.     |
| 11. | 11. | Stuck with a Winner              | A győztes          | Linda Mendoza | Jess Pineda                                                                  | 2016. június 10.  | 2016. október 8.     |
| 12. | 12. | Stuck with No Rules              | Szabályok nélkül   | Paul Hoen     | Erika Kaestle & Patrick McCarthy                                             | 2016. június 17.  | 2016. október 9.     |
| 13. | 13. | Stuck in the Harley Car          | Harleymegörző      | Jon Rosenbaum | Allan Rice                                                                   | 2016. július 18.  | 2016. október 15.    |
| 14. | 14. | Stuck in Lockdown                | Szobafogság        | Linda Mendoza | Julia Ahumada Grob & Bryan Larrivee                                          | 2016. július 19.  | 2016. október 16.    |
| 15. | 15. | Stuck without a Ride             | A jogosítvány      | Jon Rosenbaum | Lance Whinery                                                                | 2016. július 20.  | 2016. október 22.    |
| 16. | 16. | Stuck in the Quinceañera         | Quinceanera        | Erika Kaestle | Erika Kaestle & Patrick McCarthy                                             | 2016. július 21.  | 2016. október 23.    |
| 17. | 17. | Stuck in the Diaz of Our Lives   | Diaz-ék napjai     | Erika Kaestle | Linda Videtti Figueiredo                                                     | 2016. július 22.  | 2016. október 30.    |

## 2. évad
| #   | #   | Eredeti cím                        | Magyar cím                 | Rendezte            | Írta                              | Eredeti premier      | Magyar premier       |
| --- | --- | ---------------------------------- | -------------------------- | ------------------- | --------------------------------- | -------------------- | -------------------- |
| 18. | 1.  | Stuck in the Waterpark - The Movie | Irány a vízipark!          | David Kendall       | Linda Videtti Figueiredo          | 2017. február 3.     | 2017. június 19.     |
| 18. | 1.  | Stuck in the Aqualympics           | Az Aqualimpia              | David Kendall       | Linda Videtti Figueiredo          | 2017. február 3.     | 2017. június 19.     |
| 19. | 2.  | Stuck in a Commercial              | A reklámfilm               | Joe Menendez        | Erika Kaestle & Patrick McCarthy  | 2017. február 10.    | 2017. június 20.     |
| 20. | 3.  | Stuck in the School Photo          | Iskolai fotózás            | Mike Mariano        | David McHugh & Matt Flanagan      | 2017. február 17.    | 2017. június 21.     |
| 21. | 4.  | Stuck in a Slushy War              | A shake háború             | David Kendall       | Denise Moss                       | 2017. február 24.    | 2017. június 22.     |
| 22. | 5.  | Stuck in the Garage Sale           | Garázsvásár                | Eric Dean Seaton    | Allan Rice                        | 2017. március 3.     | 2017. június 23.     |
| 23. | 6.  | Stuck in the Diaz Easter           | Húsvét                     | Joe Menendez        | Lance Whinery                     | 2017. április 7.     | 2017. június 26.     |
| 24. | 7.  | Stuck in the Beast-Day Party       | Boldog szülinapot, Beast!  | Mike Mariano        | Erika Kaestle & Patrick McCarthy  | 2017. április 14.    | 2017. június 27.     |
| 25. | 8.  | Stuck without Devices              | Egy nap elektronika nélkül | David Kendall       | David McHugh & Matt Flanagan      | 2017. április 21.    | 2017. június 28.     |
| 26. | 9.  | Stuck with a Boy Genius            | Az ismeretlen fiú          | Victor Nelli        | Denise Moss                       | 2017. április 28.    | 2017. június 29.     |
| 27. | 10. | Stuck with a Bad Influence         | A rossz hatás              | Jon Rosenbaum       | Allan Rice                        | 2017. június 2.      | 2017. június 30.     |
| 28. | 11. | Stuck in a Good Deed               | A jótékonykodás            | Melissa Kosar       | Denise Moss                       | 2017. június 9.      | 2017. október 7.     |
| 29. | 12. | Stuck Dancing with My Dad          | Tánc apuval                | Carlos Gonzalez     | Erika Kaestle & Patrick McCarthy  | 2017. június 16.     | 2017. október 14.    |
| 30. | 13. | Stuck in a Gold Medal Performance  | Az aranyérmes teljesítmény | David Kendall       | Lance Whinery                     | 2017. június 23.     | 2017. szeptember 30. |
| 31. | 14. | Stuck in a New Room                | Az új szoba                | David Kendall       | Linda Videtti Figueiredo          | 2017. szeptember 15. | 2017. október 28.    |
| 32. | 15. | Stuck with a Dangerous House       | A veszélyes ház            | David Kendall       | Linda Videtti Figueiredo          | 2017. szeptember 22. | 2017. november 4.    |
| 33. | 16. | Stuck with a New Friend            | Az új barátnő              | Erika Kaestle       | Erika Kaestle & Patrick McCarthy  | 2017. szeptember 29. | 2017. november 11.   |
| 34. | 17. | Stuck in a Merry Scarry            | Halloween estje            | David Kendall       | Linda Videtti Figueiredo          | 2017. október 6.     | 2017. november 18.   |
| 35. | 18. | Stuck with a Hook, Line and Sinker | A hawaii utazás            | Julian Petrillo     | Jessica Charles & Miguel Ian Raya | 2017. október 13.    | 2017. november 25.   |
| 36. | 19. | Stuck in the Babysitting Nightmare | A bébicsőszködés           | David Kendall       | David McHugh & Matt Flanagan      | 2017. október 20.    | 2017. december 2.    |
| 37. | 20. | Stuck in the Diaz Awards           | A Diaz díjátadó            | Leslie Kolins Small | Bryan Larrivee                    | 2017. október 27.    | 2017. december 9.    |

## 3. évad
| #   | #   | Eredeti cím                    | Magyar cím              | Rendezte            | Írta                             | Eredeti premier   | Magyar premier     |
| --- | --- | ------------------------------ | ----------------------- | ------------------- | -------------------------------- | ----------------- | ------------------ |
| 38. | 1.  | Stuck at Christmas – The Movie | Karácsony a zűr közepén | David Kendall       | Linda Videtti Figueiredo         | 2017. december 8. | 2018. december 6.  |
| 38. | 1.  | Stuck at Christmas – The Movie | Karácsony a zűr közepén | David Kendall       | Linda Videtti Figueiredo         | 2017. december 8. | 2018. december 7.  |
| 39. | 2.  | Stuck with Rachel's Secret     | Rachel titka            | Jon Rosenbaum       | Erika Kaestle & Patrick McCarthy | 2018. január 19.  | 2018. június 18.   |
| 40. | 3.  | Stuck with a Diaz Down         | Hiányzik Rachel         | Mike Mariano        | David McHugh & Matt Flanagan     | 2018. január 26.  | 2018. június 18.   |
| 41. | 4.  | Stuck in Champ Chaos           | A tábori katasztrófa    | Eric Dean Seaton    | Lance Whinery                    | 2018. február 2.  | 2018. június 19.   |
| 42. | 5.  | Stuck with Harley's Bethany    | Harley Bethany-ja       | David Kendall       | Allan Rice                       | 2018. február 9.  | 2018. június 20.   |
| 43. | 6.  | Stuck in a Nice Relationship   | Fura kapcsolatok        | Carlos González     | David Baldy                      | 2018. március 9.  | 2018. június 21.   |
| 44. | 7.  | Stuck with Horrible Helpers    | A katasztrófa segédek   | David Kendall       | Erika Kaestle & Patrick McCarthy | 2018. március 16. | 2018. június 22.   |
| 45. | 8.  | Stuck in a Mysterious Robbery  | A rejtélyes rablás      | Leslie Kolins Small | David McHugh & Matt Flanagan     | 2018. március 23. | 2018. június 25.   |
| 46. | 9.  | Stuck in a Besties Battle      | A CSLB háború           | Jon Rosenbaum       | Lance Whinery                    | 2018. március 30. | 2018. június 26.   |
| 47. | 10. | Stuck in Spring Break          | A tavaszi szünet        | Jon Rosenbaum       | David Baldy                      | 2018. április 6.  | 2018. június 27.   |
| 48. | 11. | Stuck with a New Squad         | Az új csapatban         | Mike Mariano        | Allan Rice                       | 2018. április 13. | 2018. június 28.   |
| 49. | 12. | Stuck with a Non-Diaz          | A hétvégi vendég        | David Kendall       | Erica Kaestle & Patrick McCarthy | 2018. június 26.  | 2018. június 29.   |
| 50. | 13. | Stuck in the Dark              | Félelem a sötétben      | Jon Rosenbaum       | David McHugh & Matthew Flanaghan | 2018. június 28.  | 2018. november 26. |
| 51. | 14. | Stuck with No Escape           | A szabaduló szoba       | Mike Mariano        | Jessica Charles                  | 2018. július 3.   | 2018. november 27. |
| 52. | 15. | Stuck Wrestling Feelings       | A nagy bunyó            | Aprill Winney       | Bryan Larrivee                   | 2018. július 5.   | 2018. november 28. |
| 53. | 16. | Stuck Without the Perfect Gift | A legjobb ajándék       | Mike Mariano        | Erika Kaestle & Patrick McCarthy | 2018. július 10.  | 2018. november 29. |
| 54. | 17. | Stuck in Diaz Court            | A Diaz bíróság          | Julian Petrillo     | Linda Videtti Figueiredo         | 2018. július 12.  | 2018. november 30. |
| 55. | 18. | Stuck in Dad's Birthday        | Apu szülinapja          | Leslie Kolins Small | David McHugh & Matt Flanagan     | 2018. július 17.  | 2018. december 3.  |
| 56. | 19. | Stuck in a Fake Out            | Hazugságok              | Erika Kaestle       | Linda Videtti Figueiredo         | 2018. július 19.  | 2018. december 4.  |
| 57. | 20. | Stuck in Harley's Quinceañera  | Harley quinceanera-ja   | David Kendall       | Linda Videtti Figueiredo         | 2018. július 23.  | 2018. december 5.  |

## Speciális: Vásárlás Diaz-módra
| #  | Eredeti cím          | Magyar cím            | Eredeti premier    | Magyar premier      |
| -- | -------------------- | --------------------- | ------------------ | ------------------- |
| 1. | Operation: Mega Mart | Mega Mart-művelet     | 2016. december 16. | 2021. április 19.   |
| 2. | Operation: Discount  | A diszkont-hadművelet | 2016. december 16. | 2021. április 19.   |
| 3. | Operation: Cake      | A torta-hadművelet    | 2016. december 16. | 2021. április 19.   |
| 4. | Operation: Fame      | A hírnév-hadművelet   | 2016. december 16. | 2021. április 23.   |
| 5. | Operation: Break Out | A kitörés-hadművelet  | 2016. december 16. | 2021. április 23.   |
| 6. | Operation: Escape    | A szökés hadművelet   | 2016. december 16. | 2023. augusztus 18. |